# 2 mm Kolibri
Die 2 mm Kolibri ist die kleinste kommerziell hergestellte Patrone mit Zentralfeuerzündung. 

## Bezeichnung
Im deutschen Nationalen Waffenregister (NWR) wird die Patrone unter Katalognummer 288 unter folgenden Bezeichnungen geführt (gebräuchliche Bezeichnungen in Fettdruck)
- 2 mm Kolibri (Hauptbezeichnung)
- 2,7 mm Kolibri Selbstlade-Pistole

Außerdem sind die Bezeichnungen 2,7 mm Kolibri Car Pistol und 2,7 x 9 mm Kolibri gebräuchlich, die jedoch nicht im NWR aufgeführt sind.

## Beschreibung
1914 wurde die Patrone offiziell eingeführt. Sie ist nicht jagdlich verwendbar; in der Literatur wird angegeben, dass höchstens bei Mäusen und kleinerem Ungeziefer eine tödliche Wirkung erwartet werden kann. Mit einer Geschossenergie von nur 2,8 bis 3,25 Joule konnte die Patrone maximal ein etwa daumendickes Nadelholzbrett durchdringen. Für dieses Kaliber gab es eine Selbstladepistole und Einzellader. Sie darf nicht mit der ebenfalls existierenden 3 mm Kolibri verwechselt werden, weil diese andere Abmessungen hat.

## Geschichte
Sie wurde von dem österreichischen Uhrmacher Franz Pfannl konstruiert, dessen Projekt von Georg Grabner finanziell unterstützt wurde. Nach Anmeldung im Jahr 1909 erhielt Pfannl 1910 ein Patent zur Herstellung des Gehäuses einer so kleinen selbsttätigen Pistole aus gestanztem, gebogenem, vernietetem und verlötetem Blech unter der Patentnummer 45314 im Kaiserreich Österreich. Die Pistolen und die Einzellader wurden als Selbstverteidigungswaffen angeboten.

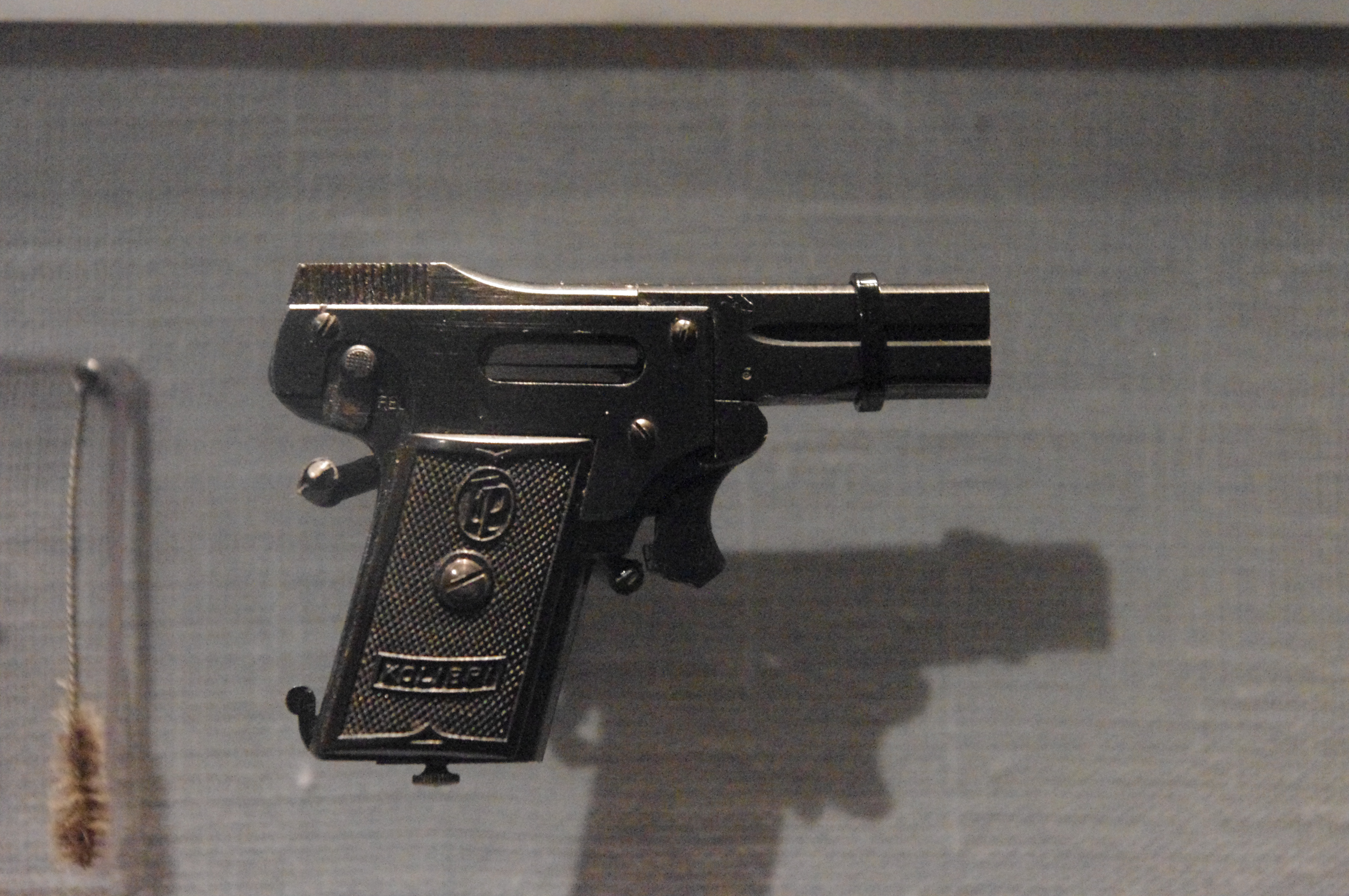
Kolibri-Pistole

Die Waffen verkauften sich nicht gut, da die Handhabung aufgrund der geringen Größe von Waffe und Munition sehr schwierig war und sie sich kaum zur Selbstverteidigung eigneten. Ein genaues Treffen mit der Waffe war unmöglich, da der Lauf keine Züge hatte und somit das Geschoss nicht durch einen Drall stabilisiert wurde. Das Kaliber setzte sich nicht durch. Daher wurde die Produktion 1938 eingestellt.